# Страница
 За списанието вижте Страница (списание).  
Страница е едната страна на лист хартия. В книги или други документи страниците се обозначават с уникални номера, за да се улесни цитирането и намирането на конкретна информация. Броят страници може да се използва за измерване на количеството информация в даден документ.